# بیمارستان اعصاب و روان خرم‌آباد
بیمارستان اعصاب و روان یکی از بیمارستان‌های دولتی شهر خرم‌آباد و در محله کرگانه است.